# Большое Иваньково (Владимирская область)
Большое Иваньково — деревня в Собинском районе Владимирской области России, входит в состав Колокшанского сельского поселения.

## География
Деревня расположена в 1 км на юго-восток от центра поселения посёлка Колокша и в 15 км на юго-запад от Владимира.

## История
В конце XIX — начале XX века деревня называлась Иваньково и входила в состав Одерихинской волости Владимирского уезда, с 1926 года — во Владимирской волости. В 1859 году в деревне числилось 48 дворов, в 1905 году существовали 2 деревни: Иваньково с 43 дворами и Большое Иваньково — 35 дворов, в 1926 году в Большом Иванькове числилось 72 двора, в Малом Иванькове — 28 дворов. 
С 1929 года деревня являлась центром Иваньковского сельсовета Владимирского района, с 1932 года — в составе Колокшанского сельсовета, с 1945 года — в составе  Собинского района, с 2005 года — в составе Колокшанского сельского поселения. В 1974 году деревня Малое Иваньково была объединена с Большим Иваньково. 

## Население
| 1859 | 1905 | 1926 |
| ---- | ---- | ---- |
| 356  | 200  | 405  |

| 1859 | 1905 | 1926 | 2002 | 2010 | 2021 |
| ---- | ---- | ---- | ---- | ---- | ---- |
| 356  | ↘200 | ↗405 | ↘287 | ↘68  | ↗74  |